# Diomedes el Gramàtic
|  | Aquest article tracta sobre el gramàtic llatí. Si cerqueu l'escoliasta a Dionisi de Tràcia, vegeu «Diomedes (comentarista grec)». |

Diomedes (en llatí: Diomedes Grammaticus; en grec antic: Διομήδης) fou un gramàtic llatí de final del segle iv. És autor d'un tractat gramatical en tres llibres que tracta sobre gramàtica i mètrica.
L'obra, intitulada De Oratione et Partibus Orationis et Vario Genere Metrorum libri III, o simplement Ars grammatica, està dedicada a un tal Atanasi, altrament desconegut. El text de Diomedes té grans semblances amb el de Carisi, de qui sembla que podria haver extret bona part de la seva obra, com també de Màxim Victorí. Atès que el text de Carisi està en bona part corromput, el de Diomedes és útil per reconstruir-lo. El primer llibre de Diomedes tracta de les vuit parts del discurs, i el segon sobre les idees fonamentals de la gramàtica; el tercer, el més important, tracta de mètrica, i és força profitós pels fragments preservats del De Poetis de Suetoni.

## Edicions
- Diomedis Grammatici opus, item Donati de octo orationis partibus et barbarismo libellus. Ab Johanne Caesario emendatum scholiisque illustratum.  Colònia: per Johannem Soterem, 1536.
- Grammatici Latini. Vol. I: Flavii Sosipatri Charisii Artis grammaticae libri V et Diomedis Artis grammaticae libri III. Ex recensione Henrici Keilii.  Leipzig: in aedibus Teubneri, 1862.